# Rafael Moreno Montes de Oca
Rafael Moreno Montes de Oca (Santa Cruz Azcapotzaltongo, Estado de México, 5 de mayo de 1922 – Ciudad de México, 4 de abril de 1998) fue un filósofo, humanista e investigador mexicano.

## Biografía
Comenzó sus estudios en las materias de filosofía y teología a la edad de 14 años en el Seminario Conciliar de México donde permaneció de 1936 hasta 1943. Más tarde, en el año de 1945 cursó la maestría en Filosofía en la Facultad de Filosofía y Letras de la UNAM,  donde recibió orientación directa de figuras tales como Gabriel Méndez Plancarte, José Gaos, Samuel Ramos y Octaviano Valdés, así en 1962 obtuvo el grado de maestro en Filosofía con la tesis La filosofía de la Ilustración en México la cual fue dirigida por el ya mencionado Gaos.
Inició su carrera como docente en la Escuela Nacional Preparatoria en 1946 en la que impartió las materias de Latín, Lógica y Etimologías y a partir de 1950 fue nombrado profesor de la Facultad de Filosofía y Letras e incorporado a los colegios de Letras Clásicas y Filosofía, donde impartió Latín y Filosofía en México respectivamente y a nivel de posgrado un Seminario de Historia de la Filosofía en México; su dedicación y compromiso tanto con la universidad como con los alumnos lo volvió acreedor de reconocimiento, fue un maestro e investigador entregado por completo al quehacer académico y filosófico utilizando métodos clásicos para la enseñanza tales como la mayéutica. Asimismo, realizó actividades de docencia en El Colegio de México y  otras instituciones nacionales.
Comprometido con su Universidad (UNAM), además de la labor estrictamente académica, el maestro Rafael Moreno desempeñó diversos cargos al servicio de esta última, entre otros el de secretario académico del Consejo Técnico de Humanidades, de 1950 a 1962; secretario académico del Instituto de Investigaciones Filosóficas, de 1959 a 1962; director del Centro de Estudios Clásicos, de 1966 a 1973, y director general de Publicaciones, de 1967 a 1970. Además, en 1970 se integró a la Asociación Filosófica de México.

## Pensamiento
Sus investigaciones versaban principalmente sobre las líneas de la filosofía mexicana o más específicamente sobre los clásicos y el humanismo en México así como la historia de la educación y la Universidad mexicanas. Consideraba que la recuperación de los pensadores clásicos y un trabajo riguroso de los filósofos modernos servirían como base para fundamentar un pensamiento actual que a su vez plantearía los problemas vigentes. 

## Obras

### Libros
- Reflexiones sobre la cultura mexicana (1998)
- La reforma universitaria de Jorge Carpizo y su proyección actual (1990)
- Para qué y cómo aprender la sintaxis latina de oraciones (1989)
- Hacia el proyecto de una nueva universidad (1998)
- ¿Puede ser definida la Revolución Mexicana? (1961)
- Prolegómenos a la Filosofía en México, Gustavo Escobar Valenzuela, redacción y recopilación (2001)
- La filosofía de la ilustración en México y otros escritos, Comp. Norma Delia Duran Amavizca, prólogo de Mario Magallón Anaya (2000)
- El humanismo mexicano, líneas y tendencias, Comp. Norma Delia Durán Amavisca, prólogo de Josu Landa (1999)

### Artículos
- Las letras clásicas: un ejemplo universitario de formación social (1986)
- Las lecciones de Samuel Ramos sobre la cultura mexicana (1982-1983)
- La evolución ideológica de Hidalgo, (marzo-abril, 1984)
- El humanismo de Vasco de Quiroga  (1982)
- El hombre y el amor en Ovidio, (noviembre-diciembre 1975)
- Los autores clásicos en nuestra sociedad de consumo (1974)
- La filosofía moderna en la Nueva España”, (1973)
- Tecnología espacial y dignidad humana (1969)
- El poema filosófico de Sor Juana (1997)
- Restaurar la autoridad moral, primera misión ante los universitarios (1966).
- Era del espacio y humanismo (9 de mayo de 1964)
- Acción de nuestro tiempo. La busca del hombre por las naciones (1964).
- ¿Humanismo sin letras clásicas?  (2 de mayo de 1964)
- “La grandeza de México según Cervantes de Salazar (4 de abril-junio de 1964)
- La filosofía de Samuel Ramos: una meditación sobre el hombre (9 de agosto de 1964)
- Vocación y ejemplo de Samuel Ramos( 22 de septiembre de 1963)
- La ejemplaridad de Cicerón” (30 de octubre de 1963)
- Nuevo Virgilio mexicano”(4 de septiembre de 1963)
- Las ideas filosóficas de Samuel Ramos(1 de abril de 1962)
- La filosofía de la Ilustración en México. (1962)
- La nacionalización de los clásicos (quince años de la Biblioteca Mexicana de Escritores Griegos y Latinos) (3 de enero de 1960)
- Las humanidades en la Universidad de México (6 de diciembre de 1959)
- ¿Fue humanista el positivismo mexicano? (3, enero-marzo de 1959)
- El humanismo pedagógico y moral de Alfonso Reyes (1958)
- Los orígenes del humanismo mexicano (8, abril de 1956)
- El humanismo de Manuel Toussaint (Publicado por primera vez con el título “Manuel Toussaint. Su humanismo) (8 de enero de 1956)